# 노정희
노정희(盧貞姬, 1963년 10월 7일 ~)는 대한민국의 대법관이자 제21대 중앙선거관리위원회 위원장이다.

## 생애
1963년 전라남도 광주시에서 출생하였다. 1979년 호남삼육중학교를 졸업하고 1982년 광주동신여자고등학교를 졸업하고, 1986년 이화여자대학교 법학과를 졸업하였다.
1987년 제29회 사법시험에서 합격했다(사법연수원19기).  춘천지방법원판사로 시작, 서울중앙지방법원 2005년 2월 광주지방법원, 2009년 서울중앙지방법원, 2012년 2월 서울남부지방법원, 2013년 2월 서울가정법원, 2015년 2월 광주고등법원 전주재판부 등으로 전보되어 판사로 근무하였다.
2017년 2월부터 서울고등법원 부장판사로 재직하면서 2018년 2월에 제21대 법원도서관장에 취임하였다.
2018년 7월 2일 김명수 대법원장에 의해 대법관 후보로 임명 제청되었다. 8월 2일 대법원에서 취임식을 갖고 6년 임기를 시작했다. 취임식에서 “우리 사회 구성원이 겪는 어려움과 품은 소망을 법의 언어로 읽어내기 위해 법에 대한 성찰과 연구를 게을리하지 않겠다”고 말했다.
2020년 11월 2일 권순일 후임으로 대한민국의 중앙선거관리위원회 위원장으로 내정되었다. 이는 역대 최초의 여성 중앙선거관리위원회 위원장이다.

## 판결
2010년 7월 서울중앙지방법원 부장판사로서 "탈북자가 귀순사실 및 인적사항의 비공개를 요청했음에도 합동신문기관이 이들의 신원정보를 유추할 수 있는 보고서를 언론에 배포한 경우 국가가 손해를 배상할 책임이 있다"고 판결하였다.
2017년 8월 서울고등법원 민사18부 재판장으로서 "어머니의 성으로 바꾼 자녀도 어머니가 소속된 종중의 종원으로 받아들여야 한다"고 판결했다. 재판부는 "자녀가 부모의 양계혈통을 잇는 존재라는 사실은 자연스럽고 과학적"이라며 "종원의 자격을 판단함에 있어서는 헌법상 개인의 존엄과 양성평등의 법칙, 부성주의 및 성불변의 원칙을 완화한 민법의 규정과 개정 취지 등을 적극적으로 고려해야 한다"고 판시했다.
대법원 3부(주심 대법관 노정희)는, 피고인이 2013년 출간한 도서 ｢제국의 위안부｣에서 일본군 위안부였던 피해자들에 대하여 허위 사실을 적시하여 그 명예를 훼손하였다는 혐의로 기소된 사건에서, 원심이 유죄로 인정한 이 사건 각 표현은 피고인의 학문적 주장 내지 의견의 표명으로 평가함이 타당하고, 명예훼손죄로 처벌할 만한 ‘사실의 적시’로 보기 어렵다는 이유로, 일부 표현에 관해 유죄로 판단한 원심판결(벌금 1,000만 원)을 무죄 취지로 파기·환송함(대법원 2023. 10. 26. 선고 2017도18697 판결)